# Марта Готьє
Марта Готьє (фр. Marthe Gautier; 10 вересня 1925 — 30 квітня 2022) — французька лікарка і дослідниця, найбільш відома своєю роллю у відкритті зв'язку між хворобами та хромосомними аномаліями.

## Життєпис
Марта Готьє народилася 10 вересня 1925 в Монтенії (Сена і Марна). Вона була п'ятою з семи дітей у сім'ї фермерів.
Марта Готьє відкрила для себе покликання до педіатрії ще в ранньому віці. У 1942 році вона приєдналася до сестри Полетт, яка закінчувала медичне навчання в Парижі, маючи намір стати педіатром. Вона склала вступний іспит в «Інтернат паризьких лікарень» і провела наступні чотири роки інтерном, набуваючи клінічного досвіду в педіатрії.
У 1955 році вона подала й захистила дисертацію з дитячої кардіології під керівництвом Роберта Дебре. Її дисертація була зосереджена на вивченні клініко-анатомічної патології летальних форм ревматичної лихоманки (ревматичного ендокардиту) внаслідок стрептококової інфекції.
Робер Дебре, який того часу відповідав за педіатрію у Франції, запропонував Готьє однорічну стипендію в Гарвардському університеті, щоб отримати знання з дитячої кардіології з двома основними цілями. Перша полягала у викоріненні ревматичної лихоманки за допомогою пеніциліну та лікування серцево-судинних захворювань, іноді небезпечних для життя, кортизоном; друга — створити відділення діагностики та хірургії вроджених вад серця для новонароджених та дітей раннього віку.
У вересні 1955 року Готьє виїхала до Бостона. Її супроводжували Жан Екарді та Жак Кувре, обидва стипендіати Фулбрайта, і вони стали першими стажерами Hôpitaux de Paris, які отримали стипендії для США. У Гарварді одним із завдань її стажування було навчання як лаборантки, яка працює з культурою клітин. Крім двох цілей, які були поставлені спочатку, Готьє також працювала неповний робочий день техніком з клітинних культур, щоб отримати in vitro культури фібробластів, починаючи з фрагментів аорти.
Після року в Бостоні Готьє повернулася до Парижа. Тим часом її місце в дитячій кардіологічній службі в паризькій лікарні Бікетр було передано колезі на час її відсутності. Однак вона дізналася, що є вакансія в лікарні Труссо, в команді Раймона Турпена.
Дослідження Терпіна були зосереджені на полімальформативних синдромах, з яких найпоширенішим є трисомія, що характеризується інтелектуальною недостатністю та морфологічними аномаліями. У той час Терпін підтримував гіпотезу про хромосомне походження трисомії, але у Франції не було лабораторії для культури клітин, і кількість хромосом людини оцінювалася в 48, але без будь-якої впевненості.

## Синдром Дауна

### Лабораторна культура клітин
У 1956 році біологи з Університету Лунда в Швеції оголосили, що людина має рівно 46 хромосом. Терпін багато років тому запропонував ідею культивування клітин для підрахунку кількості хромосом у трисомії. Готьє нещодавно приєдналася до педіатричної групи, яку вона очолювала у лікарні Арман-Труссо. Готьє запропонувала спробувати це, оскільки вона навчалася як культурі клітин, так і техніці фарбування тканин у Сполучених Штатах. Терпін погодився надати їй зразки тканин пацієнтів із синдромом Дауна. Маючи дуже обмежені ресурси, Готьє створила першу лабораторію клітинних культур in vitro у Франції.
Щоб підрахувати хромосоми, Готьє працювала над фібробластами, отриманими зі сполучної тканини, які легше було отримати під місцевою анестезією. Хоча принцип культури клітин простий, існувало багато практичних перешкод, щоб змусити його працювати в примітивних умовах, доступних Готьє, яка була змушена використовувати особисту позику для придбання лабораторного посуду, а іноді і власну кров як джерело людської сироватки. Зрештою, вона підтвердила, що протокол працює, використовуючи сполучну тканину від сусіднього хірурга, взяту під час планових втручань у дітей. Вона використовувала метод «гіпотонічного шоку» з подальшим висушуванням предметного скла після прикріплення, щоб розосередити хромосоми клітин, що діляться, і полегшити їх підрахунок.
Використовуючи цей протокол, Готьє виявила, що клітини нормальних дітей мають 46 хромосом. У травні 1958 року вона спостерігала додаткову хромосому в клітинах трисомічного хлопчика, що стало першим підтвердженням хромосомних аномалій у людей із синдромом Дауна.

### Оголошення результатів
На той час у лабораторіях лікарні Арман-Трусо не було мікроскопа, здатного робити знімки слайдів. Готьє довірила свої слайди Жеромові Лежену, колезі-досліднику з CNRS, який запропонував зробити знімки в іншій лабораторії, краще обладнаній для цього завдання. У серпні 1958 року фотографії ідентифікували надлишкову хромосому у пацієнтів із синдромом Дауна. Однак Лежен не повернув слайди, а натомість повідомив це про відкриття як про своє.
У січні 1959 року, вивчаючи нові випадки і щоб запобігти подібним дослідженням британських науковців, лабораторія Трусо оголосила про результати аналізу слайдів у Proceedings of the Academy of Sciences, опублікувавши статтю, першим автором якої був Лежен, другим — Готьє (її прізвище написано з помилкою), а останнім — Турпен.
Команда Терпена ідентифікувала першу транслокацію та першу хромосомну делецію, що призвело до публікацій, які підписала Готьє.

### Атрибуція відкриття
У квітні 1960 року захворювання було названо трисомією 21. Починаючи з 1970 року, фонд Лежена почав рекламувати відкриття як перш за все роботу Лежена. У 2009 році Готьє стверджувала, що Терпен і Лежен, які взяли на себе відповідальність за відкриття, відсторонили її, хоча воно базувалося на роботі, яку вона ініціювала та якою керувала технічно. Усвідомлюючи, що нею маніпулювали, Готьє вирішила відмовитися від трисомії 21 і повернутися до догляду за дітьми, ураженими кардіопатією.
Фонд Жерома Лежена стверджує, що лист від Турпена до Лежена в жовтні 1958 року свідчить про те, що саме Лежен, а не Готьє, ідентифікував 47-му хромосому. Фонд стверджує, що немає жодних доказів того, що Готьє зробив ключове відкриття.
31 січня 2014 року Готьє мала розповісти про свою роль у відкритті на сьомому конгресі з генетики людини та медичної генетики в Бордо, який проходив раз на два роки, і отримати головний приз Французької федерації генетики людини. Фонд Жерома Лежена отримав дозвіл від Трибуналу великої інстанції Бордо на відрядження судових виконавців для зйомки цієї сесії. В останню хвилину, побоюючись, що запис може бути використаний у судовому процесі, який вона не може собі дозволити захищати, організатори конгресу вирішили скасувати її виступ, і замість цього вона отримала свою нагороду в приватному порядку.
Комітет з етики INSERM у липні 2014 року опублікував записку, в якій нагадав про вирішальну роль Марти Готьє, і, спираючись на цей випадок, нагадав про міжнародні правила наукових публікацій та переліку авторів. У висновку зазначено, що:
1. «Враховуючи контекст часу відкриття додаткової хромосоми, роль Жерома Лежена в ньому навряд чи була домінуючою, якщо тільки ми не віддамо належне навчанню окремих осіб (в даному випадку Марти Готьє) в отриманні досвіду (в даному випадку клітинної культури), a fortiori, коли це пов'язано з перебуванням за межами Франції (в даному випадку в США)».
2. «Але роль Жерома Лежена, безсумнівно, дуже важлива в просуванні відкриття на міжнародному рівні, яке відрізняється від самого відкриття. Це просування не може існувати без першого етапу і залишається нерозривно пов'язаним з ним».
3. «Історія відкриттів не тотожна історії науки, і процеси перевірки знань залишаються дуже різними. Технічний підхід є необхідною умовою для відкриття - тут наявна ключова роль Марти Готьє - але дуже часто його доводиться розширювати, щоб з'явилося визнання - перший внесок Раймона Турпена, а пізніше - Жерома Лежена. Оскільки відкриття синдрому Дауна не могло бути зроблене без істотного внеску Раймона Турпена і Марти Готьє, шкода, що їхні імена не були систематично пов'язані з цим відкриттям, як в комунікації, так і в присудженні різних почесних нагород»[23].

Марта Готьє отримала звання офіцера французького Ордену Почесного легіону. Нагородження відбулося 16 вересня 2014 року. Марта Готьє в минулому двічі відмовлялася від цієї нагороди, перш ніж погодитись на неї «через обурення зухвалістю Фонду Лежена».
15 листопада 2018 року вона була підвищена до командора національного ордена «За заслуги».

## Подальша доля
Після відкриття трисомії Готьє покинула команду Турпена і подала заявку на посаду в системі охорони здоров'я, щоб присвятити себе кардіопедіатрії. Вона була прийнята на роботу професором Нуайє в щойно відкрите відділення в лікарні Кремль Бісетр. Згодом вона стала магістром досліджень в INSERM.
Після виходу на пенсію Марта Готьє звернулася до живопису та ботаніки.
Вона померла 30 квітня 2022 року в Мо, в департаменті Сена і Марна.

## Публікації
- Marthe Gautier (mars 2009). Cinquantenaire de la trisomie 21. Retour sur une découverte (pdf). Médecine/Sciences. 25 (3). Gautier2009..
- Marthe Gautier (octobre 2009). La découvreuse oubliée de la trisomie 21. La Recherche (434). La Recherche 2009..
- Léon-Georges Chevance; Marthe Gautier (1997). Flore en pays d'Ourcq (фр.). AMARCO. с. 48. ISBN 978-2950957115.

### Радіо
- François Teste (21 mars 2020). 46 + 1 = 47 : un chromosome en trop (audio). émission Une histoire particulière, un récit documentaire en deux parties, série « Trisomie, une aventure scientifique controversée », épisode 1/2 (28 min), France Culture.
- François Teste (22 mars 2020). Contestation - Discussion - Réhabilitation (audio). émission Une histoire particulière, un récit documentaire en deux parties, série « Trisomie, une aventure scientifique controversée », épisode 2/2 (28 min), France Culture.
- Jean Lebrun (27 janvier 2021). Le professeur Lejeune et la docteure Marthe Gautier (audio). émission Le vif de l'Histoire (4 min), France Inter..
- Fabrice Drouelle (19 septembre 2022). Marthe Gautier, la découvreuse oubliée (audio). France Inter. Процитовано 5 janvier 2024..